# Pałac Prezydencki w Helsinkach

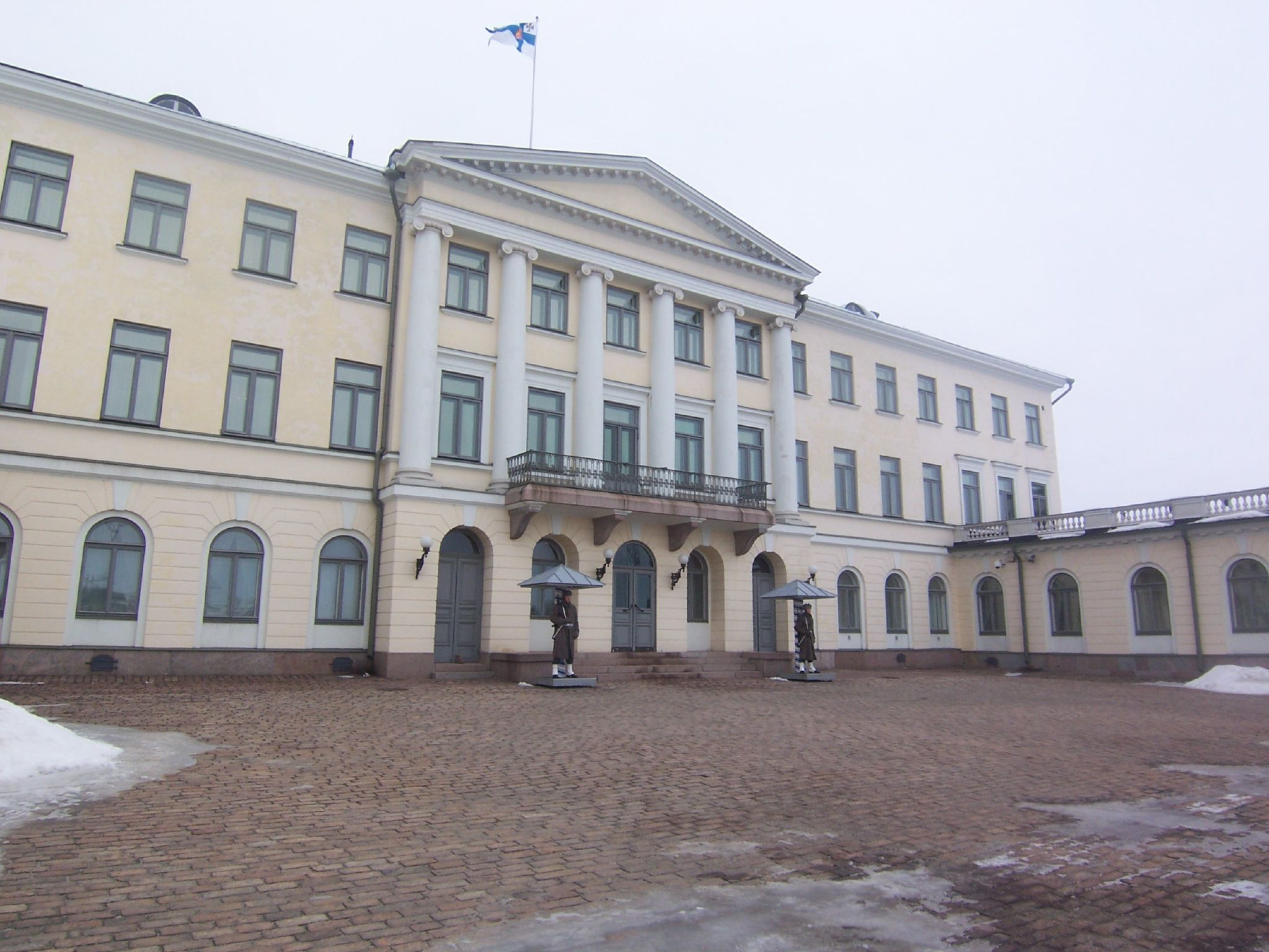
Pałac Prezydencki

Pałac Prezydencki w Helsinkach (fin. Presidentinlinna, szw. Presidentens slott) – jedna z oficjalnych rezydencji prezydenta Republiki Finlandii w Helsinkach. Znajduje się na północnej stronie Esplanadi, z widokiem na Rynek.